# 泰复实业
泰复实业股份有限公司 （深交所：000409）是中国深圳证券交易所的一家上市公司，主营业务范围为专用设备制造业。
2011年，该公司主营业务收入为86995284.85元，公司净利润为5605807.75元，公司总资产为46891249.63元。